# Poule landaise
Pour les articles homonymes, voir Landes.
Ne doit pas être confondu avec Poule gasconne.
La Landaise, ou poule landaise, est une race de poule domestique française.

## Description
C'est une volaille à l'aspect général élégant et allongé. Vive et chercheuse, elle est habile à trouver au-dehors sa nourriture. C'est aussi une bonne pondeuse à l'ossature plutôt fine.
En grave danger de disparition, cette race fait l'objet d'un programme de sauvegarde du Conservatoire des Races d'Aquitaine et de l'Association Nationale de le Poule Landaise . 
Actuellement, cette race se maintient grâce à une population estimée à 200 reproducteurs détenus par une trentaine d'éleveurs répartis dans une dizaine de départements français.

## Origine
Régions des Landes de Gascogne.

## Standard
- Masse idéale : Coq : 2,5 à 3 kg ; Poule : 1,8 à 2,3 kg
- Crête : simple, retombante chez la femelle.
- Oreillons : blancs.
- Couleur des yeux : noirs
- Couleur de la peau : blanche
- Couleur des pattes : noire avec une transparence jaune parfois verdâtre. Les semelles sont ocre jaune (unique chez les races françaises).
- Variétés de plumage : noir, une variété "grise" (argenté crayonné) a été décrite au début du XXe siècle mais elle a disparu depuis les années 1920.
- Œufs à couver : min. 55 g, coquille blanche
- Diamètre des bagues : Coq : 18 mm ; Poule : 16 mm

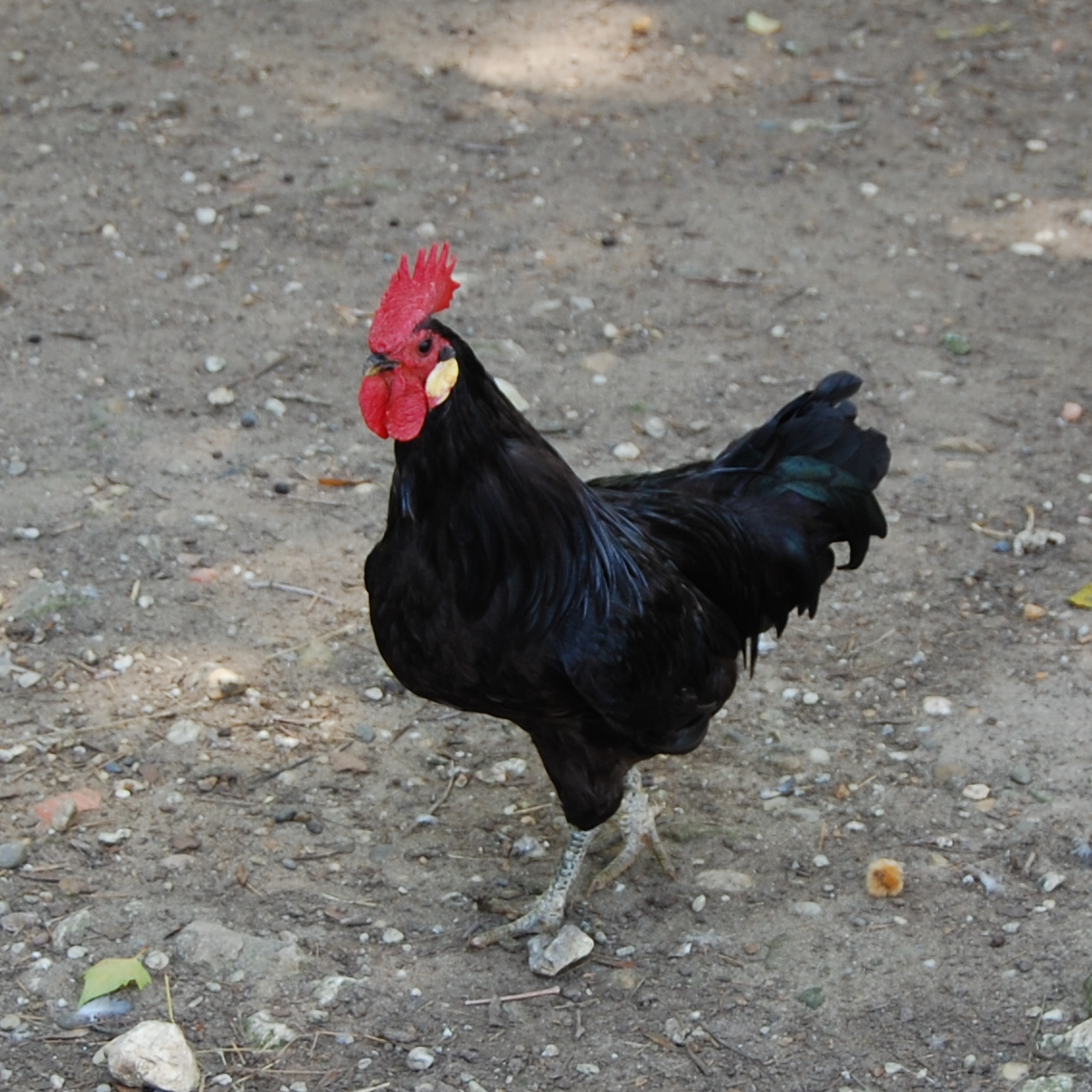
Coq landais.
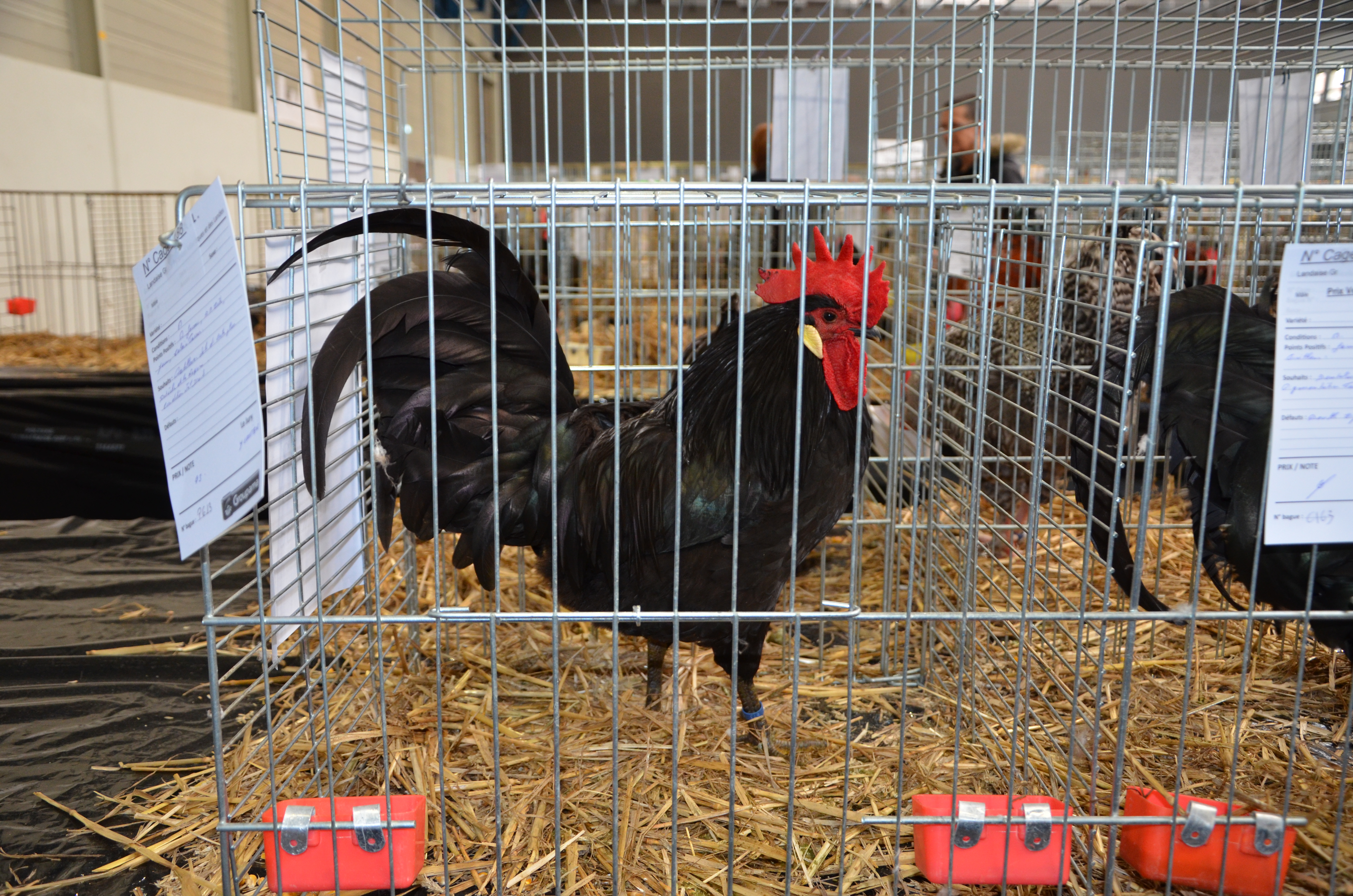
Coq landais.

## Sources
- Conservatoire des races d’Aquitaine : la poule landaise
- Le Standard officiel des volailles de grandes races (Poules, oies, dindons, canards et pintades), édité par la Société centrale d'aviculture de France.